# Vittorio Jano
Vittorio Jano (em húngaro:  János Viktor; San Giorgio Canavese, 22 de abril de 1891 — Turim, 13 de março de 1965) foi um projetista de automóveis italiano de ascendência húngara.

## Outras imagens

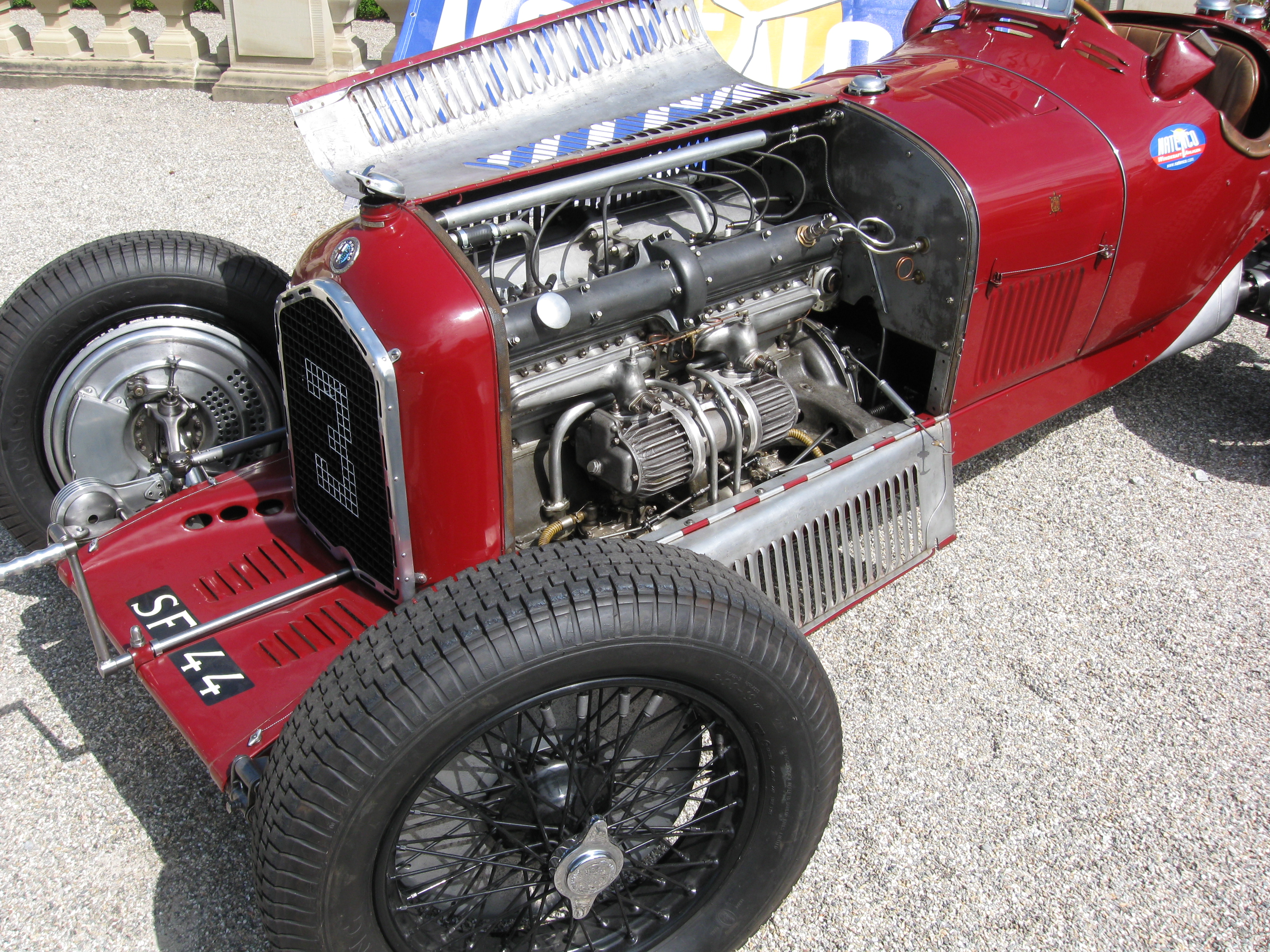
Engine of Jano's Alfa P3 Type B - Note the twin gear driven superchargers.
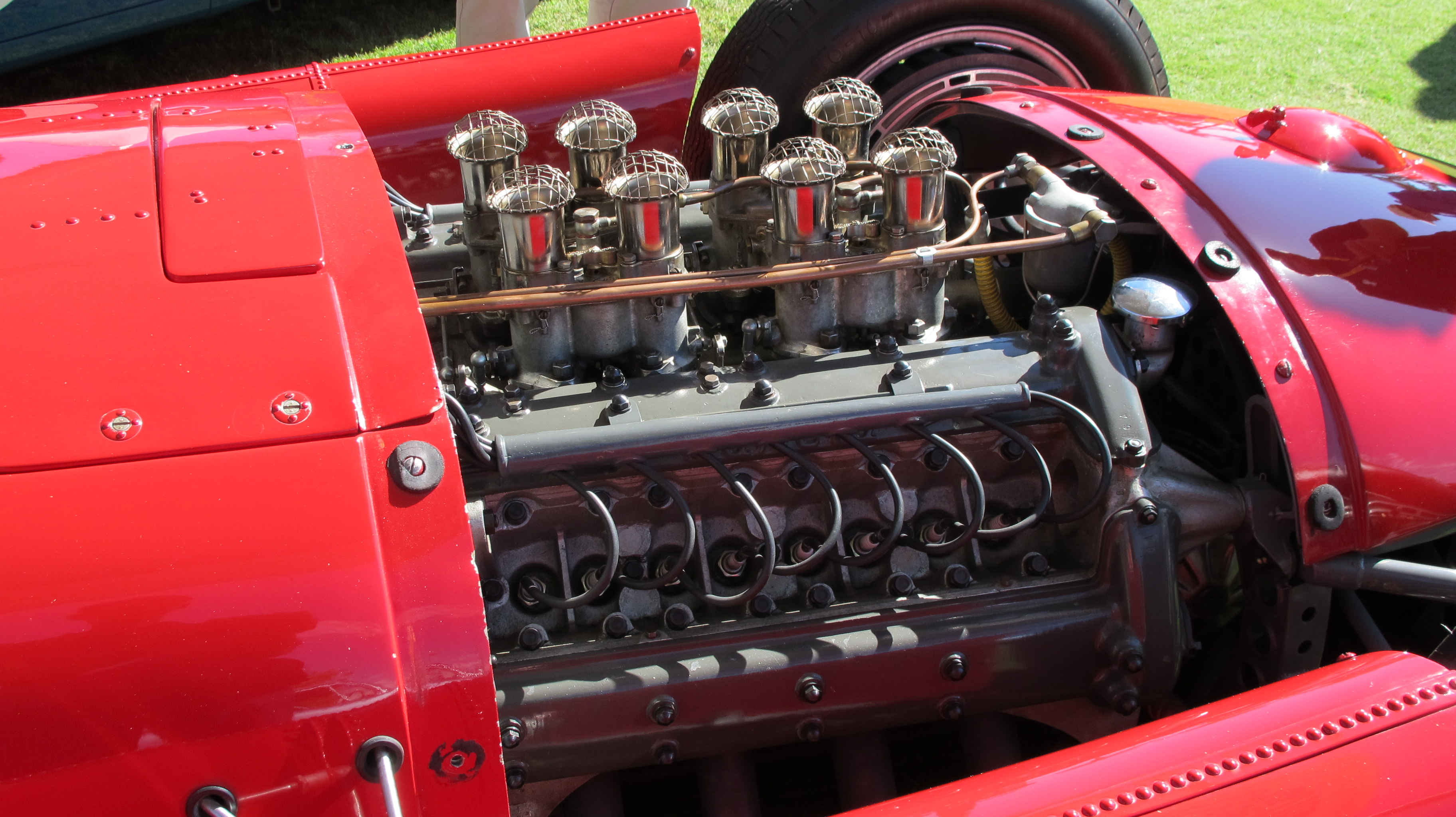
A Jano designed V8 engine in the Lancia-Ferrari D50 Grand Prix car.